# Zschepplin
Zschepplin település Németországban, azon belül Szászország tartományban. Lakosainak száma 2898 fő (2023. december 31.).

## Népesség
A település népességének változása:
| Lakosok száma | 2872 | 2848 | 2866 | 2911 | 2898 |
|               | 2017 | 2019 | 2021 | 2022 | 2023 |